# 三官飴
三官飴（さんがんあめ）は、江戸時代から昭和時代にかけて豊前国（福岡県）小倉名物として販売されていた飴のこと。

## 来歴
三官飴は小笠原氏が小倉藩の領主になった寛永年間以後に誕生したと言われているが詳細は不明である。延宝3年（1675年）に黒川玄逸が著した『遠碧軒記』に「豊前の小倉飴は名物也」と記されており、この時期には既に名物として広く知られていたことが分かる。また、「三官」を「三韓（朝鮮半島）」に充て、朝鮮半島から製法が伝えられたとする説（『小倉市誌』（1920年））が通説であるが、異説として「三官」を飴の製法を伝えた唐人（中国人）の名前とする柳亭種彦の『足薪翁記』の説や小笠原氏の前の領主である細川氏の家臣に「三官」と称する者がおり（『細川藩日帳』寛永4・5年条）飴との関連性についての指摘もある。幕末には8軒の飴屋が存在し、特に選ばれた店であった「三官屋」が藩主に献上し、更に将軍への進物となる飴を製造する「御用飴」を作る資格を与えられていた。
正徳頃に編纂されたとされる『和漢三才図会』の「飴」の項目には糯米と麦糵（麦芽）を原料として蒸し、熬煎し、布で搾った汁を練って作るが、最初に出来る柔らかいものを湿飴（水飴）、それを練り固めて膏薬状にしたものを膠飴（地黄煎）といい、更に牽いたり畳んだりして白く気泡が入ったものを餳と称するとし、更に豊前小倉の膠飴は色は琥珀に似て味は淡く美なりとして高い評価を与えている。このことから、三官飴も穀物のデンプンを糖化酵素によって糖化・発酵させた古い形態の飴であったと考えられ、今日よく行われる砂糖を加熱して作るものとは異なっていた。また、後世になると「堅飴」と称される餳も製造されるようになった。また、飴を入れる飴壺には同じく小倉藩の特産品であった上野焼の焼き物が用いられており、飴と飴壺の価値との相乗効果をもたらした。今日でも江戸時代の遺構から三官飴の飴壺が確認されるのも、壺が簡単に廃棄されず再利用された背景によるところが大きいとされている。また、17世紀後半には江戸・大坂をはじめとして日本各地に流通し、小倉の名物として知られるようになった。また、小倉の官民からの贈答品としても用いられ、伊能忠敬が豊前国に測量に来た時に小倉藩主から飴壺に入った飴などが贈られたという（『測量日記』文化7年1月21日条）。
近代以後も製造が続けられ、明治中期には飴壺からガラス容器に変えて売られるようになった。だが、太平洋戦争下の穀物の流通統制によって製造が中絶し、戦後も復興されることはなかった。